# Cincinnati Open 2012
Il Cincinnati Open 2012 (conosciuto anche come Western & Southern Open per motivi di sponsorizzazione) è stato un torneo di tennis giocato sul cemento. È stata la 111ª edizione del Cincinnati Masters, che fa parte della categoria Masters 1000 nell'ambito dell'ATP World Tour 2012, e della categoria Premier nell'ambito del WTA Tour 2012. Sia il torneo maschile che quello femminile si sono giocati al Lindner Family Tennis Center di Mason, vicino a Cincinnati, in Ohio negli USA, fra l'11 e il 19 agosto 2012.

## Partecipanti ATP

### Teste di serie
| Nazione     | Giocatore             | Ranking* | Testa di serie |
| ----------- | --------------------- | -------- | -------------- |
| Svizzera    | Roger Federer         | 1        | 1              |
| Serbia      | Novak Đoković         | 2        | 2              |
| Regno Unito | Andy Murray           | 4        | 3              |
| Spagna      | David Ferrer          | 5        | 4              |
| Rep. Ceca   | Tomáš Berdych         | 7        | 5              |
| Argentina   | Juan Martín del Potro | 8        | 6              |
| Serbia      | Janko Tipsarević      | 9        | 7              |
| Argentina   | Juan Mónaco           | 10       | 8              |
| Stati Uniti | John Isner            | 11       | 9              |
| Stati Uniti | Mardy Fish            | 13       | 10             |
| Francia     | Gilles Simon          | 14       | 11             |
| Croazia     | Marin Čilić           | 15       | 12             |
| Ucraina     | Aleksandr Dolhopolov  | 16       | 13             |
| Giappone    | Kei Nishikori         | 17       | 14             |
| Germania    | Philipp Kohlschreiber | 18       | 15             |
| Stati Uniti | Andy Roddick          | 20       | 16             |

*Le teste di serie sono basate sul ranking al 6 agosto 2012.

### Altri partecipanti
I seguenti giocatori hanno ricevuto una wild card per il tabellone principale:
- Brian Baker
- James Blake
- Lleyton Hewitt
- Sam Querrey

I seguenti giocatori sono passati dalle qualificazioni:

### Assenze notevoli
- Nicolás Almagro (infortunio alla spalla)[1]
- Juan Carlos Ferrero (infortunio a un piede)[1]
- Gaël Monfils (infortunio a un ginocchio)[1]
- Rafael Nadal (infortunio a un ginocchio)[1]
- Jo-Wilfried Tsonga (infortunio a un ginocchio)[1]
- Fernando Verdasco (infortunio al polso)[1]

## Partecipanti WTA

### Teste di serie
| Nazione     | Giocatrice          | Ranking* | Testa di serie |
| ----------- | ------------------- | -------- | -------------- |
| Polonia     | Agnieszka Radwańska | 3        | 1              |
| Stati Uniti | Serena Williams     | 4        | 2              |
| Australia   | Samantha Stosur     | 5        | 3              |
| Rep. Ceca   | Petra Kvitová       | 6        | 4              |
| Germania    | Angelique Kerber    | 7        | 5              |
| Danimarca   | Caroline Wozniacki  | 8        | 6              |
| Italia      | Sara Errani         | 9        | 7              |
| Francia     | Marion Bartoli      | 10       | 8              |
| Cina        | Li Na               | 11       | 9              |
| Serbia      | Ana Ivanović        | 12       | 10             |
| Slovacchia  | Dominika Cibulková  | 13       | 11             |
| Russia      | Marija Kirilenko    | 14       | 12             |
| Serbia      | Jelena Janković     | 18       | 13             |
| Italia      | Francesca Schiavone | 21       | 14             |
| Russia      | Nadia Petrova       | 22       | 15             |
| Rep. Ceca   | Lucie Šafářová      | 23       | 16             |

*Le teste di serie sono basate sul ranking al 6 agosto 2012.

### Altre partecipanti
Le seguenti giocatrici hanno ricevuto una wild card per il tabellone principale:
- Camila Giorgi
- Sloane Stephens
- Venus Williams

Le seguenti giocatrici sono passate dalle qualificazioni:

### Assenze notevoli
- Viktoryja Azaranka (distorsione alla caviglia destra)
- Kaia Kanepi (infortunio al tendine d'achille)[1]
- Svetlana Kuznecova (infortunio al ginocchio)[1]
- Sabine Lisicki (infortunio agli addominali)
- Monica Niculescu (infortunio alla mano)[1]
- Flavia Pennetta (infortunio al polso)[1]
- Andrea Petković (infortunio al ginocchio)[1]
- Marija Šarapova (virus intestinale)[1]
- Vera Zvonarëva (febbre)[1]

## Punti e montepremi

### Distribuzione punteggio
| Turno                        | Singolare maschile | Doppio maschile | Singolare femminile | Doppio femminile |
| ---------------------------- | ------------------ | --------------- | ------------------- | ---------------- |
| Campioni                     | 1000               | 1000            | 900                 | 900              |
| Finalisti                    | 600                | 600             | 620                 | 620              |
| Semifinalisti                | 360                | 360             | 395                 | 395              |
| Quarti di finale             | 180                | 180             | 225                 | 225              |
| Terzo turno                  | 90                 | 90              | 125                 | 125              |
| Secondo turno                | 45                 | 10              | 70                  | 1                |
| Primo turno                  | 10                 | –               | 1                   | –                |
| Qualificati                  | 25                 | –               | 30                  | –                |
| Ultimo turno qualificazioni  | 16                 | –               | 12                  | –                |
| Secondo turno qualificazioni | -                  | –               | 12                  | –                |
| Primo turno qualificazioni   | -                  | –               | 1                   | –                |

## Campioni

### Singolare maschile
Roger Federer ha sconfitto in finale  Novak Đoković per 6-0, 7–6(7).
- È il settantaseiesimo titolo in carriera per Federer, il sesto nel 2012.

### Singolare femminile
Li Na ha sconfitto in finale  Angelique Kerber per 1-6, 6-3, 6-1.
- È il sesto titolo in carriera per Li Na, il primo nel 2012.

### Doppio maschile
Robert Lindstedt /  Horia Tecău hanno sconfitto in finale  Mahesh Bhupathi /  Rohan Bopanna per 6-4, 6-4.

### Doppio femminile
Andrea Hlaváčková /  Lucie Hradecká hanno sconfitto in finale  Katarina Srebotnik /  Zheng Jie per 6-1, 6-3.